# Хотанца
Хотанца (болг. Хотанца) — село в Болгарии. Находится в Русенской области, входит в общину Русе. Население составляет 823 человека.

## Политическая ситуация
В местном кметстве Хотанца, в состав которого входит Хотанца, должность кмета (старосты) исполняет Венета Димитрова Недева (Болгарская социалистическая партия (БСП)) по результатам выборов правления кметства.
Кмет (мэр) общины Русе — Божидар Иванов Йотов (инициативный комитет) по результатам выборов в правление общины.